# 무함메트 우주네르
무함메트 우주네르(튀르키예어: Muhammet Uzuner, 1965년 6월 30일~)는 튀르키예의 배우이다.

## 작품 목록

### 영화
- 더 스톤 (2017년)
- 허즈번드 팩터: 레저렉션 (2016년)
- 정글 (2015년)
- 라이트 이어즈 (2015년)
- 쿠프 (2012년)
- 원스 어폰 어 타임 인 아나톨리아 (2011년)